# Máthé Áron
Máthé Áron (Budapest, 1977. szeptember 3. –) magyar történész, szociológus, a Nemzeti Emlékezet Bizottságának elnökhelyettese.

## Életpályája
2001-ben végzett a Károli Gáspár Református Egyetemen, történelem szakon, 2002-ben pedig az ELTE szociológia szakán. A Pázmány Péter Katolikus Egyetemen szerzett PhD-fokozatot, disszertációjának címe: A zuglói nyilasok pere (1966–1967): értelmezési lehetőségek. Kutatási területe a totalitárius diktatúrák története és ideológiája, valamint a nyilas (nemzetiszocialista) és a kommunista mozgalom sajátosságai, összehasonlítása.

## Munkássága
A Terror Háza Múzeum kutatója, majd kutatási osztályvezetője 2001 és 2012 között. Részt vett a múzeum tárlatához szükséges háttéranyagok felkutatásában, a Belügyminisztérium rezervált iratainak kutatásából született több tanulmánya a nyilasokról, melyek számos fel nem tárt jellegzetességre mutattak rá. 2012 és 2014 között a Századvég Alapítványnál elemző. 2016-tól a Karc FM Farkasverem című műsorának társszerkesztője.
2014-ben az újonnan létrehozott, a kommunista diktatúrával kapcsolatos állami emlékezet megőrzésével, valamint a diktatúra hatalmi működésének feltárásával foglalkozó Nemzeti Emlékezet Bizottságának tagja lett az igazságügyért felelős miniszter megbízása alapján. A Bizottság kulturális munkacsoportjának vezetője.
2025-ben a Magyar Érdemrend lovagkeresztjével tüntették ki.

## Főbb publikációi
- Máthé Áron, Rafał Reczek, Stanisław Jankowiak, Rafał Kościański: A szabadság városai. Poznań és Budapest – 1956. Lengyel Intézet – Nemzeti Emlékezet Intézete, Budapest – Varsó, 2022.
- Literature, Kádár, the Soviets and Trianon: How the Issue of “Hungarian Nationalism” was Present in Communist Literary Policy between 1956 and 1968. In Ákos Windhager (ed.): Shostakovich-Syndrome. The Burdened Memories of Central European Societies in the 20th Century. Budapest, Hungarian Academy of Arts Research Institute, 2021, 133-146.
- Vörös karszalag. Ideiglenes karhatalmi osztagok 1944–1945-ben; Budapest, Jaffa, 2020
- A nyilaskereszt árnyéka – A magyarországi nemzetiszocializmus elmélete és gyakorlata, Máriabesnyő, Attraktor Kiadó, 2019
- A zuglói nyilasok pere, 1967. Értelmezési lehetőségek. Budapest, Századvég, 2014
- „Az nem lehet ugyanis, hogy súlyos bűntett ne legyen büntethető" – Jogi fejezetek a magyarországi igazságtétel és kárpótlás történetéből, Többekkel. Budapest, Nemzeti Emlékezet Bizottsága, 2017
- Magyar tragédia, 1944–1947. Többekkel. Szerk. Halmy Kund–Schmidt Mária. Budapest, XX. Század Intézet, 2011
- A főideológus. In Valóság, 2005 (48) 1. 74–78.
- Nyilas konspiráció – szervezkedések a hatalom megragadására és megtartására. In Valóság, 2006 (49) 5. 54–67.
- Nyilas tervezet a népcsoport autonómiára. In Bodnár Erzsébet–Demeter Gábor (szerk.): Állam és nemzet a XIX–XX. században. Debrecen, Debreceni Egyetem Történelmi Doktori Programja, 2006. 63–68.
- A zuglói nyilasper: értelmezési lehetőségek. In Mankovits Tamás (szerk.) [et al.]: Tavaszi Szél konferenciakötet, 2007 – Társadalomtudományok. Budapest, Doktoranduszok Országos Szövetsége, 2007. 106–110.
- A nyilas állam: az „istenfélő” utópia. In Valóság, 2008 (51) 2. 91–97.
- Málenkij robot – az elhurcolások hazai felelősei. In Valóság, 2009 (52) 1. 60–66.
- Sorsfordító idők – Magyarország XX. századi történelmének rövid áttekintése (társszerző). InTallai Gábor–Tarcsa Zoltán–Schmidt Mária (szerk.): Mondd el, hogy tudjuk… Oktatási segédanyag. Budapest, XX. Század Intézet–Közép- és Kelet-európai Történelem és Társadalom Kutatásáért Közalapítvány, 2010. 43–77.
- Kérdéscsoportok és mintainterjúk (társszerző). In Tallai Gábor–Tarcsa Zoltán–Schmidt Mária (szerk.): Mondd el, hogy tudjuk… Oktatási segédanyag. Budapest, XX. Század Intézet–Közép- és Kelet-európai Történelem és Társadalom Kutatásáért Közalapítvány, 2010. 78–95.
- A fasizmus vádja – kommunista propaganda 1956-ról. In Valóság, 2012 (55) 1. 44–55.
- Embermentők Zuglóban. In Szombat, 2012 (24) 3. 25–27.
- A magyar–szerb megbékélés történelmi nézőpontból. Aracs, 2013 (13) 4. 101–105.
- „Magyar égre magyar csillagot” – megkérdőjelezett identitásunk újjáépítése. In Nemzeti Érdek, 2013/3. (új folyam 5. szám) 44–47.
- A Századvég-jelenség. In G. Fodor Gábor (szerk.): Századvég jubileumi kötet, 1993–2013. Budapest, Századvég, 2013.
- Zöld bolsevizmus – a kommunista diktatúra elfelejtett előképe. In Kommentár, 2013/4. 90– 100. Lágerek képe – két magyar irodalmi alkotás a szovjet lágerekről a kommunista diktatúra időszakából. Studia Vincentiana, 2014/1. 113–119.
- Az antikommunizmus történeti valósága. In Kommentár, 2014/5–6. 58–61.
- Április 4. Egy „népi demokratikus forradalom”? In Valóság, 2015 (58) 5. 87–99.
- Koncepciós per valódi tettesekkel – A zugói nyilasok pere 1967-ben. In Rubicon, 2015/10. 59–65.
- „The Division of Europe: Blueprint and Execution” In Peter Rendek and Gábor Szilágyi (eds.): The Iron Curtain-consequences of WWII. International Conference 5–6 May 2015. Praha, Platform of European Memory and Conscience. 33–43.
- Tettesek és áldozatok, győztesek és vesztesek Közép-Európában a második világháború idején – gondolatok fogalmi kereteinkről a XX. századi történelemben. In Molnár D. Erzsébet–Molnár D. István (szerk.): A kommunizmus áldozatai, rehabilitációs alternatívák Kelet-Közép Európában. Beregszász, II. Rákóczi Ferenc Kárpátaljai Magyar Főiskola, 2016. 40–44.
- Helytállni a történelem viharában. Báró Bánffy Dániel, a Magyar Függetlenségi Mozgalom támogatója. In Kommentár, 2016/6. 48–59. Archiválva 2020. július 13-i dátummal a Wayback Machine-ben
- Coming to terms with the totalitarian past from the criminal law perspective. In Pavol Kossey (ed.): Anthology from the Ministrial Conference. Bratislava/Pozsony, UPN, 23. August 2016., 99-107.
- Emlékezetkultúra és identitás a XX. századi magyar történelem vonatkozásában. In „Gulagtörténetek”. Dél-alföldi magyarok és magyarországi németek a szovjet munkatáborokban Archiválva 2021. május 11-i dátummal a Wayback Machine-ben. Kiskunmajsa, 2017. 7–20.
- Magyar református lelkész Goli Otokon. Keck Zsigmond a jugoszláv büntetőlágerben. Rubicon, 2017. 28. évf. 9. sz. 78-81.
- Kommunizmus Magyarországon és a nemzeti identitás. In: Forradalom közelnézetből. Az 1956-os forradalom és szabadságharc vidéki eseményei. Hódmezővásárhely, 2017. 239–255.
- Maďarská účasť na invázii do Československa v roku 1968. In Historická Revue, 2018./2. 70-75.
- Határokon túl '68-ban. In Kommentár, 2018/5-6.sz., 64-70.
- Pražská jar a Maďarsko v roku 1968, In Literarny Tyzdennik, 2018.08.22., 6.
- Vták Svetla In Literarny Tyzdennik, 2018.08.22., 7.
- „Hát nem ismeritek a partnereiteket?” Magyarország és a prágai tavasz. In Magyar7, 2018.09.18., 20-22.
- Akik megmenekültek a kommunista utópiából (Those who escaped from the communists’s utopia). In Kovács Emőke és Nagyné Pintér Jolán (szerk.): Emberkereszt. 2018. 168-179.
- „Don’t You Know Your Own Partners?” Hungary and the Prague Spring of 1968. In Réka Kiss and Zsolt Horváth (eds.): NEB Yearbook, 2016-2017. Budapest, Committee of National Remembrance, 2018., 351-378.
- Háborús erőszak és kulturális különbségek. In Kovács Emőke (szerk.): Szabadság helyett erőszak – Magyar női sorsok 1944-1945-ben. Konferenciakötet. Budapest, Gulagokban Elpusztultak Emlékének Megörökítésére Alapítvány, 2019. 54-60.
- A Quarter of a Century – Hungary’s Case with the Legacy of Communism. In: Dark side of the moon II: Confrontations and reflections 20 years later. National Council of the Republic of Slovenia, Ljubljana Hotel Park, Bled 13-15 november, 2018. Study Center for National Reconciliation Ljubljana, 2019. 29-32.
- Tudomány és politika: az akadémiai szféra és a rendszerváltozás (közelítések). In Orbán Balázs–Szalai Zoltán (szerk.): Ezer éve Európa közepén. A magyar állam karaktere. Mathias Corvinus Collegium-Tihanyi Alapítvány, Budapest, 2019. 131-153.
- Fegyveres erők az átmeneti időszakban (1944–1945). Az ideiglenes magyar karhatalmi egységek szerepe a kommunista diktatúra alapjainak lerakásában. In Betekintő, 2019. 13/4. 34-61.
- A kommunista szervezésű polgárőrségek mint a „demokratikus” rendőrség előfutárai. In Betekintő, 2020. 14/1. 34-65.
- Tíz tézis Trianonról. Kommentár, 2020/2.sz .[halott link]
- Farkasverem – Történelemórák a Karc FM-en. Belénessy Csabával Szerk. Budapest, Nemzeti Emlékezet Bizottságának Hivatala, 2020
- Magyar emlékezetpolitika a 21. század elején. In Mernyei Ákos – Orbán Balázs (szerk.): Magyarország 2020 – 50 tanulmány az elmúlt 10 évről. Budapest, MCC Press, 2021. 557-579.